# Ploské (district de Revúca)
Ploské (allemand : Eisenhammer bei Großsteffelsdorf,  hongrois : Poloszkó) est un village de Slovaquie situé dans la région de Banská Bystrica.

## Histoire
La première mention écrite du village date de 1413.

## Démographie

### Évolution de la population
| Année:               | 1994. | 2004.    | 2014.    | 2024.   |
| -------------------- | ----- | -------- | -------- | ------- |
| Nombre de personnes: | 96    | 83       | 72       | 75      |
| Différence:          |       | -13,54 % | -13,25 % | +4,16 % |

| Année:               | 2023. | 2024.   |
| -------------------- | ----- | ------- |
| Nombre de personnes: | 73    | 75      |
| Différence:          |       | +2,73 % |